# الشرقية (النبطية)
الشرقية  هي إحدى القرى اللبنانية من قرى قضاء النبطية في محافظة النبطية.
تبعد بلدة الشرقية 70 كلم (42.8766 مي) عن بيروت عاصمة لبنان. ترتفع 400 إلى 450 م (1312.4 قدم - 437.44 يارد) عن سطح البحر وتمتد على مساحة 600 هكتاراً (5.32 كلم²- 2.05352 مي²).

## وصلات خارجية
- موقع بلدة الشرقية على الشبكة
- كتاب: الشرقية تاريخ ورسالة 1573..2003 - علي بدر الدين